# Sint-Lucaskerk (Frederiksberg)
De  Sint-Lucaskerk (Deens: Sankt Lukas Kirke) is een kerk van de Deense Volkskerk in de gemeente Frederiksberg bij Kopenhagen, Denemarken. De kerk werd voltooid in 1897 naar het ontwerp van Valdemar Koch, die rond die tijd ook een aantal andere kerken in Kopenhagen bouwde. Het is de op een na oudste kerk in Frederiksberg.

## Geschiedenis
Tegen het einde van de 19e eeuw nam de bevolking van Frederiksberg toe tot zo'n 60.000 inwoners. In 1892 werd voor de groeiende parochie in een voormalig gymnastieklokaal van een school een tijdelijke kerk ingewijd, om zo de druk op de Frederiksberg Kerk te verlichten. Als eerste predikant werd de toen nog jonge Harald Ostenfeld, de latere bisschop van Seeland, benoemd.
Tezelfdertijd werd besloten om Frederiksberg in vier parochies op te splitsen. De Sint-Lucaskerk zou als eerste van de drie nieuw geplande kerkgebouwen worden gebouwd. Aan architect Valdemar Koch werd de opdracht gegeven een ontwerp te maken. Op dat moment had Koch al twee andere kerken laten bouwen: de Kapernaüm Kerk in Nørrebro en de Zions Kerk in Østerbro.
Op 26 april 1896 ging de bouw van start en op 29 mei 1897 werd het kerkgebouw geconsacreerd. De totale bouwkosten bedroegen ruim 75.000 Deense kronen.
De eerste klok werd na een inzameling in het kader van het 25-jarig bestaan van de kerk in 1922 opgehangen. In 1996 kreeg de kerk een nieuwe klok met de inscriptie Elke tong zal belijden dat Jezus Christus de Heer is (Fippenzen 2:10-11).

## Architectuur

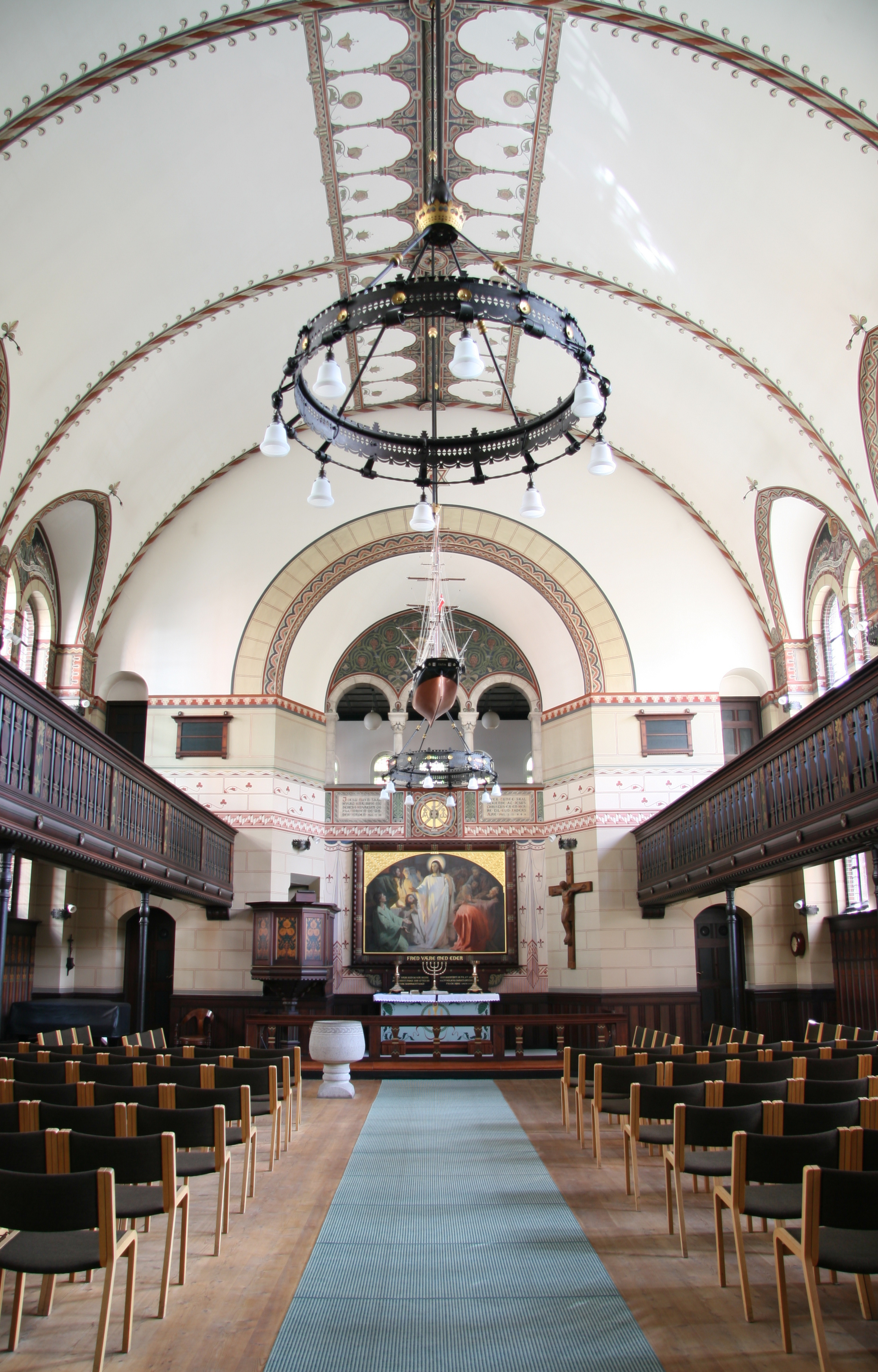
Interieur

De Lucaskerk werd in de neoromaanse stijl gebouwd op een granieten sokkel met een westelijke dakruiter. Het bakstenen gebouw wordt afgewisseld met speklagen en reliëfs en beelden van Thomas Bærentzen van een lichtgekleurde kalksteen.
Oorspronkelijk bezat de kerk geen voorportaal. In 1964 werd de kerk vergroot met een portaal, dat in 1995 werd vervangen door het huidige voorportaal.

## Interieur
Het rijke interieur bezit een tongewelf met decoraties, die gedeeltelijk een ontwerp zijn van de architect. De kroon van het tongewelf is versierd met een beschildering van fantasiebloemen in witte nissen, begrensd door pinakels met in de tussenvelden gestileerde acanthusbladeren. De bloemen in de witte velden waren voor een lange periode bedekt, tot ze in 1982 bij de restauratie van de kerk weer tevoorschijn werden gehaald. Het gestileerde acanthusblad is ook  in groter formaat boven te zien aan de muren tussen de kerkramen. De engelen met uitgeslagen vleugels boven de boogramen van het kerkschip werden later geschilderd door Carl Budtz Møller en vervingen een oudere muurdecoratie, die bestond uit een blauwe achtergrond met gouden sterren.
Het modelschip in het midden van de kerk is de bark "Saga", een marineschip dat werd gebouwd in 1848. Het model van de driemaster werd tijdens een kerkdienst op 28 januari 1990 opgehangen.   
De verlichtingsarmatuur is nog geheel oorspronkelijk, al werd de gasvoorziening vervangen door elektriciteit.
Het altaarstuk Jezus openbaart Zich aan de discipelen werd geschilderd door F.Schwartz en wordt aan beide zijden omgeven door geschilderde gestileerde gordijnen, dat het voorhangsel van het Heilige der Heiligen symboliseert. Daarboven bevindt zich het Christusmonogram (een samenstelling van de eerste twee letters van het Griekse woord Christus Chi (X) en Rho (P)) met aan weerszijden velden met teksten. Op het veld boven de drie marmeren arcaden zijn in cirkelvomige druivenranken op een donkere achtergrond druiventrossen geschilderd.
Het doopvont met een messing schaal behoort tot de oorspronkelijke kerkinventaris; het werd uit graniet gesneden naar het ontwerp van de architect Valdemar Koch.    
Onder de westelijke orgelgalerij bevindt zich rond de toegang een grote muurschildering van de Aankondiging. Links daarvan hangt het reliëf De lijdende Mensheid, een werk en schenking van Thomas Bærentzen.

## Afbeeldingen

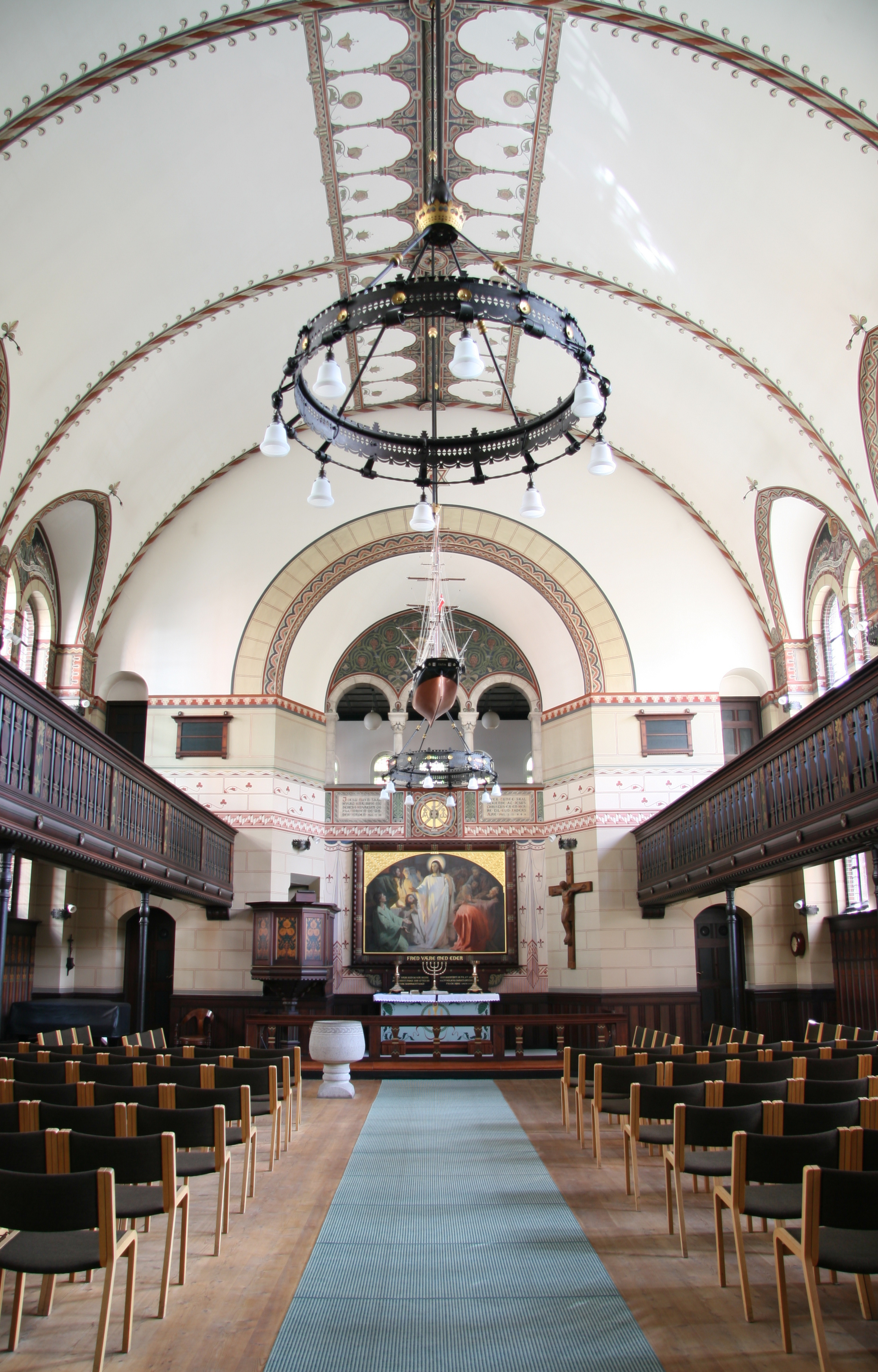
Altaar
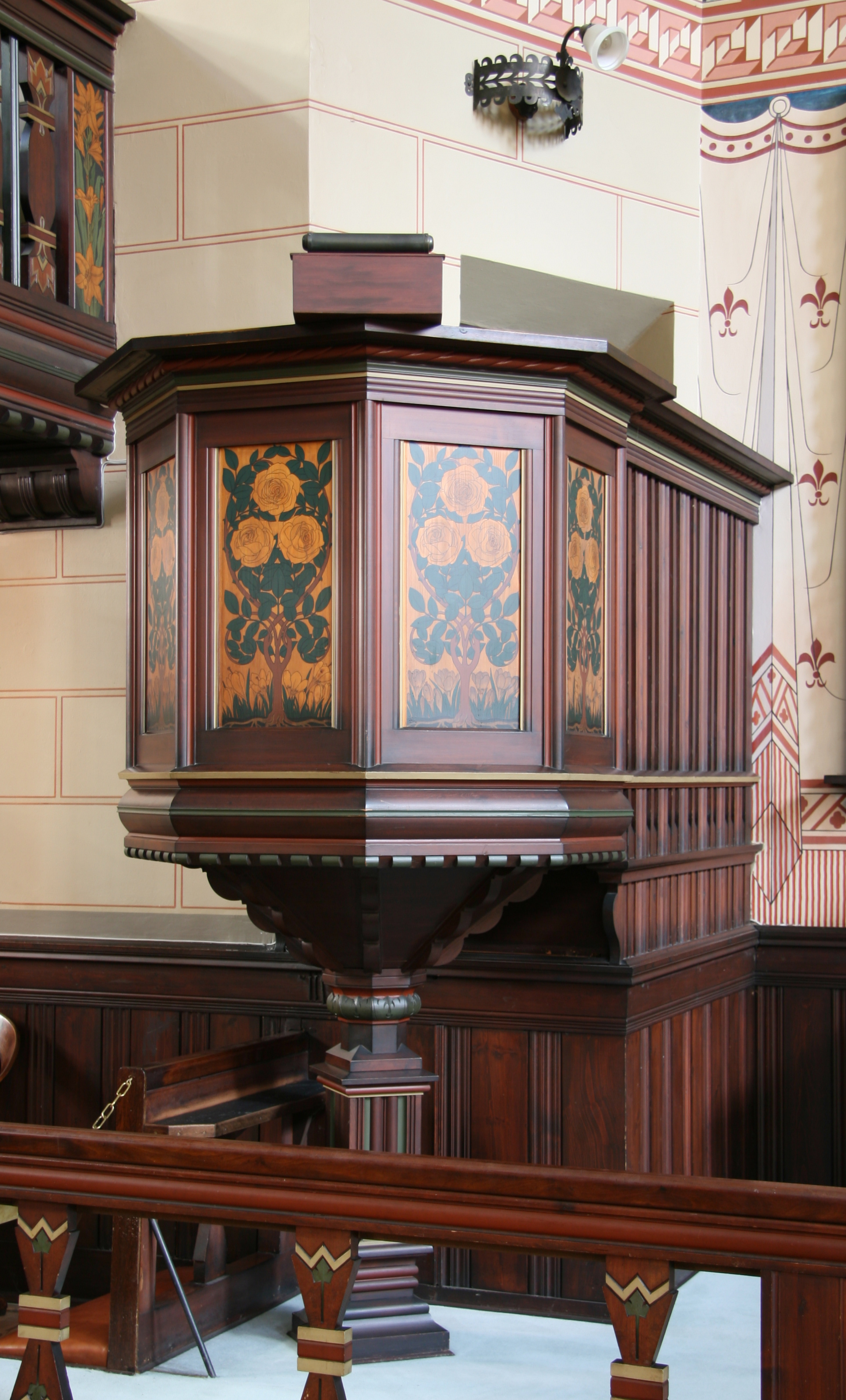
Preekstoel
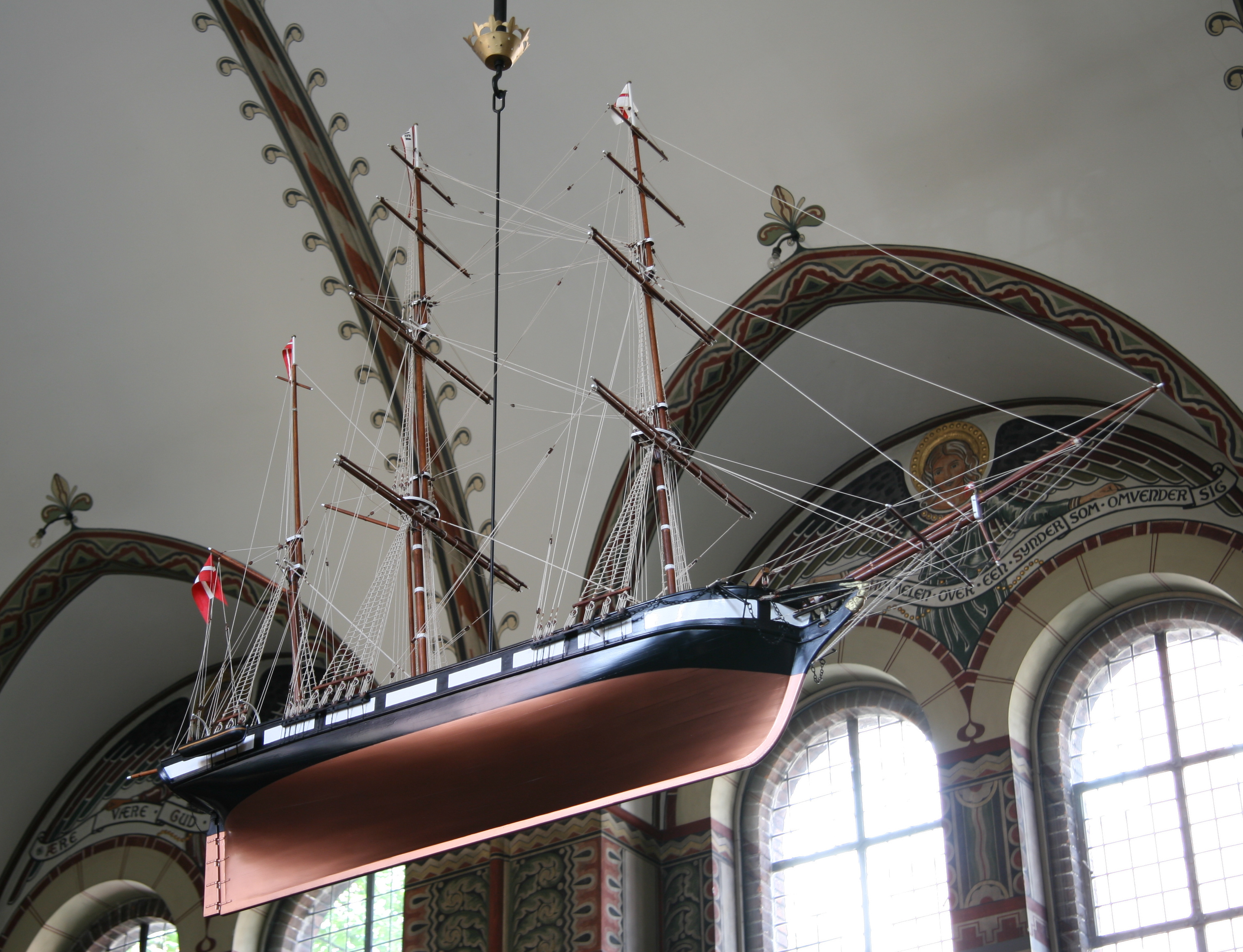
Scheepsmodel
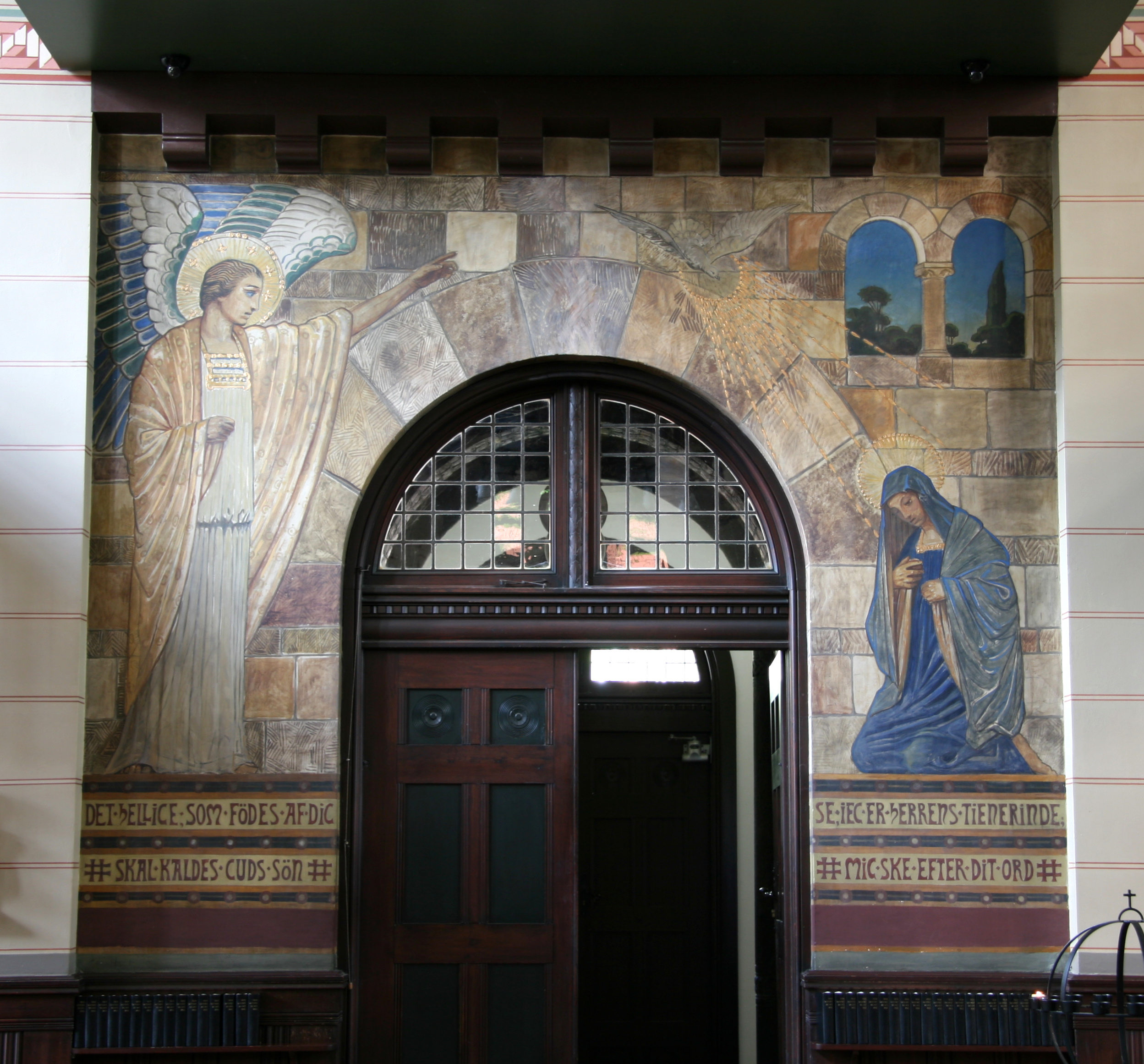
Muurschildering onder de orgelgalerij
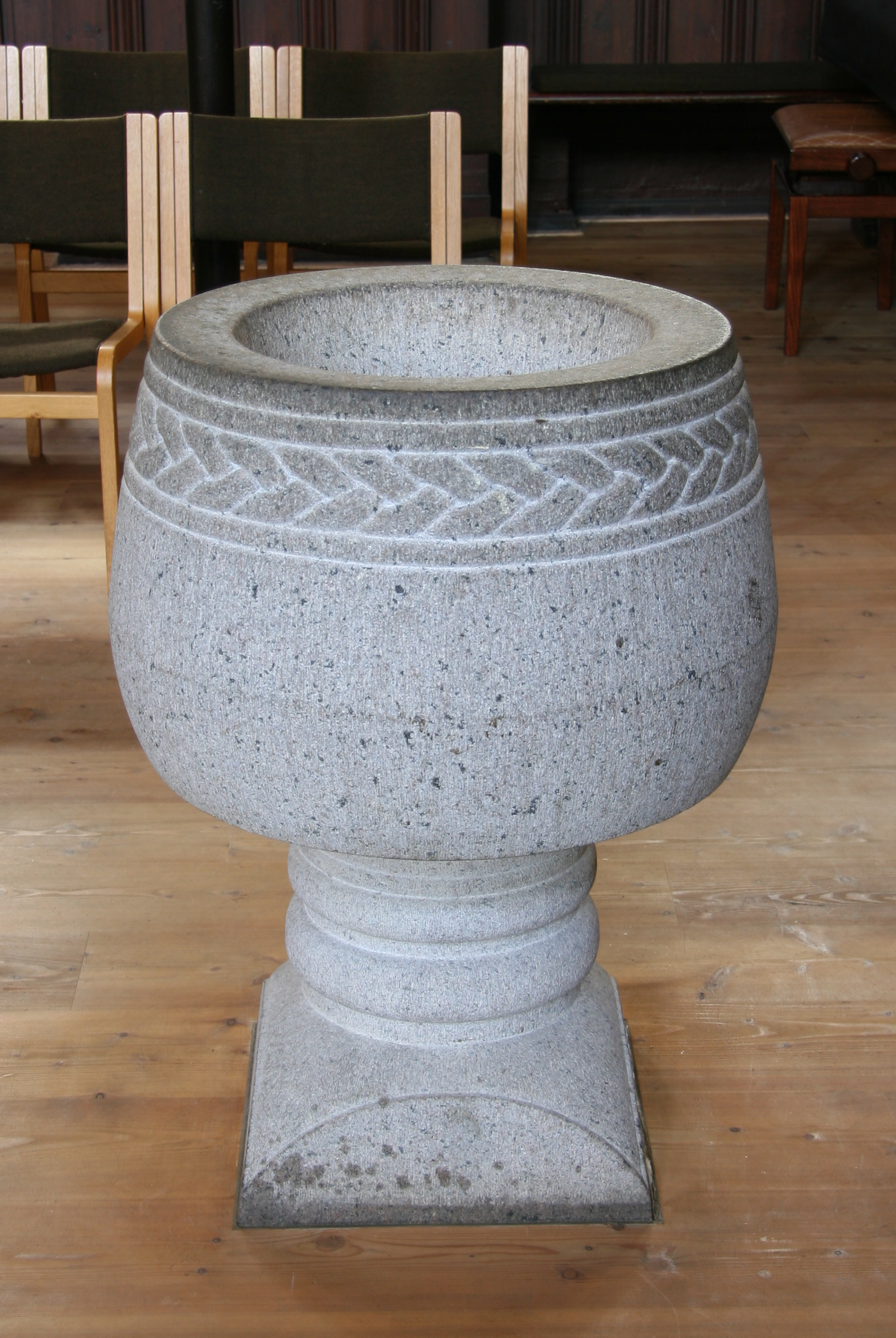
Doopvont